# Bill Butler (directeur de la photographie)
Pour les articles homonymes, voir Bill Butler et Butler.
Wilmer Cable Butler, dit Bill Butler, est un directeur de la photographie américain né le 7 avril 1921 à Cripple Creek dans le Colorado et mort le 5 avril 2023 à Los Angeles (Californie).

## Biographie

### Famille
Bill Butler est le père des actrices Genevieve Butler et Chelsea Butler.

## Filmographie

### Cinéma
- 1967 : Fearless Frank de Philip Kaufman
- 1969 : Les Gens de la pluie (The Rain People) de Francis Ford Coppola
- 1970 : Adam's Woman (en) de Philip Leacock
- 1971 : The Return of Count Yorga de Bob Kelljan
- 1971 : Drive, He Said de Jack Nicholson
- 1972 : Melinda de Hugh A. Robertson (en)
- 1972 : Deathmaster de Ray Danton
- 1972 : Requiem pour des gangsters (Hickey & Boggs) de Robert Culp
- 1973 : Running Wild de Robert McCahon
- 1974 : Conversation secrète (The Conversation) de Francis Ford Coppola
- 1975 : The Manchu Eagle Murder Caper Mystery (en) de Dean Hargrove
- 1975 : Les Dents de la mer (Jaws) de Steven Spielberg
- 1975 : Vol au-dessus d'un nid de coucou (One Flew Over the Cuckoo's Nest) de Miloš Forman
- 1976 : Viol et Châtiment (Lipstick) de Lamont Johnson
- 1976 : Bingo (The Bingo Long Traveling All-Stars & Motor Kings) de John Badham
- 1976 : Alex ou la liberté (Alex & the Gypsy) de John Korty
- 1977 : Génération Proteus (Demon Seed) de Donald Cammell
- 1978 : Capricorn One de Peter Hyams
- 1978 : Damien : La Malédiction 2 (Damien: Omen II) de Don Taylor
- 1978 : Grease de Randal Kleiser
- 1978 : Uncle Joe Shannon de Joseph C. Hanwright
- 1978 : Château de rêves (Ice Castles) de Donald Wrye
- 1978 : Les Dents de la mer, 2e partie (Jaws II) de Jeannot Szwarc
- 1979 : Rocky 2 de Sylvester Stallone
- 1980 : Rien n'arrête la musique (Can't Stop the Music) de Nancy Walker
- 1980 : It's My Turn de Claudia Weill
- 1981 : The Night the Lights Went Out in Georgia de Ronald F. Maxwell
- 1981 : Les Bleus (Stripes), d'Ivan Reitman
- 1982 : Rocky 3, l'œil du tigre (Rocky III) de Sylvester Stallone
- 1982 : Brisby et le secret de NIMH (The Secret of NIMH) de Don Bluth
- 1983 : L'Arnaque 2 (The Sting II) de Jeremy Kagan
- 1985 : Beer de Patrick Kelly
- 1985 : Rocky 4 de Sylvester Stallone
- 1986 : Big Trouble de John Cassavetes
- 1988 : Wildfire de Zalman King
- 1988 : Biloxi Blues de Mike Nichols
- 1988 : Jeu d'enfant (Child's Play) de Tom Holland
- 1990 : Graffiti Bridge de Prince
- 1991 : Hot Shots! de Jim Abrahams
- 1993 : Sniper de Luis Llosa
- 1993 : Un flic et demi (Cop and ½) de Henry Winkler
- 1993 : Beethoven 2 (Beethoven's 2d) de Rod Daniel
- 1996 : Flipper, d'Alan Shapiro
- 1997 : Anaconda, le prédateur (Anaconda) de Luis Llosa
- 1997 : Le Suspect idéal (Deceiver) de Jonas Pate et Josh Pate
- 2000 : Ropewalk de Matt Brown
- 2001 : Emprise (Frailty) de Bill Paxton
- 2005 : Berserker de Josh Eckberg (court-métrage)
- 2006 : Zombie Prom de Vince Marcello
- 2006 : Funny Money de Leslie Greif
- 2006 : Le Fléau selon Clive Barker (The Plague) de Hal Masonberg
- 2009 : Evil Angel de Richard Dutcher

### Télévision
- 1962 : The People vs. Paul Crump de William Friedkin (documentaire)
- 1965 : The Bold Men de William Friedkin (documentaire)
- 1970 : A Clear and Present Danger de James Goldstone
- 1972 : La Chose (Something Evil) de Steven Spielberg
- 1972 : Ghost Story (série)
- 1973 : Chantage à Washington (Savage) de Steven Spielberg
- 1973 : La Dernière rançon (Deliver Us from Evil) de Boris Sagal
- 1973 : Sunshine de Joseph Sargent
- 1973 : I Heard the Owl Call My Name de Daryl Duke
- 1974 : Indict and Convict de Boris Sagal
- 1974 : Exécuté pour désertion (The Execution of Private Slovik) de Lamont Johnson
- 1975 : Target Risk de Robert Scheerer
- 1975 : Racolage (Hustling) de Joseph Sargent
- 1975 : The Big Rip-Off de Dean Hargrove
- 1975 : Fear on Trial de Lamont Johnson
- 1977 : Raid sur Entebbe (Raid on Entebbe), d'Irvin Kershner
- 1977 : Mary White de Jud Taylor
- 1981 : Death Ray 2000 de Lee H. Katzin
- 1981 : Killing at Hell's Gate de Jerry Jameson
- 1983 : Les oiseaux se cachent pour mourir (The Thorn Birds) de Daryl Duke (feuilleton)
- 1984 : Un tramway nommé Désir (A Streetcar Named Desire) de John Erman
- 1989 : When We Were Young de Daryl Duke
- 1991 : Brooklyn Bridge de Brad Silberling, Sandy Smolan et Sam Weisman (série)
- 1996 : Dark Skies : L'Impossible Vérité (Dark Skies) de Bryce Zabel (série)
- 1997 : Don King: Seulement en Amérique (Don King: Only in America) de John Herzfeld
- 1999 : Passing Glory (en) de Steve James
- 2000 : Hendrix de Leon Ichaso
- 2002 : Joe and Max de Steve James